# Auzoue
Die Auzoue (im Oberlauf auch: Lauzoue) ist ein Fluss in Frankreich, der in den Regionen Okzitanien und Nouvelle-Aquitaine verläuft. Sie entspringt im Gemeindegebiet von Bassoues, entwässert generell in nördlicher Richtung und mündet nach rund 74 Kilometern im Gemeindegebiet von Mézin als rechter Nebenfluss in die Gélise. Auf ihrem Weg durchquert die Auzoue die Départements Gers und Lot-et-Garonne.

## Orte am Fluss
- Peyrusse-Grande
- Courrensan
- Lagraulet-du-Gers
- Montréal
- Fourcès
- Mézin